# Jöns Bengtsson Oxenstierna
ifjabb Jöns Bengtsson Oxenstierna (1417 – 1467. december 15.), uppsalai érsek és Svédország kormányzója 1457-ben és 1465–1466 között a kalmari unió idején.

## Élete
Jöns Bengtsson 1417 körül született, apja Bengt Jönsson Oxenstierna, anyja Krister Nilsson Vasa volt. Lipcsében tanult és 1437-ben elnyerte a magister artium fokozatot. 1439-től esperes volt Uppsalában és 1448. június 30-án érsekké nevezték ki és két nappal később ebbéli minőségében királynővé koronázta Katarina Karlsdotter Gumsehuvud-ot, VIII. Károly király feleségét. Maga Károly is csak június 29-én nyerte el a koronáját.

## Kormányzósága
Az Oxenstierna família már régóta rivalizált a Bonde családdal, amelyhez a király tartozott. Mikor Károly pénzzavarba került és megemelte az adókat és egyházi birtokokat kobozott el, Jöns az elégedetlenkedés élére állt. Az uppsalai székesegyházban levetette főpapi ornátusát és sisakot és mellvértet öltve kijelentette, hogy addig nem vesz fel papi ruhát amíg a királyt ki nem űzik az országból. VIII. Károly meghátrált a felkelés elől és Danzigba menekült. 

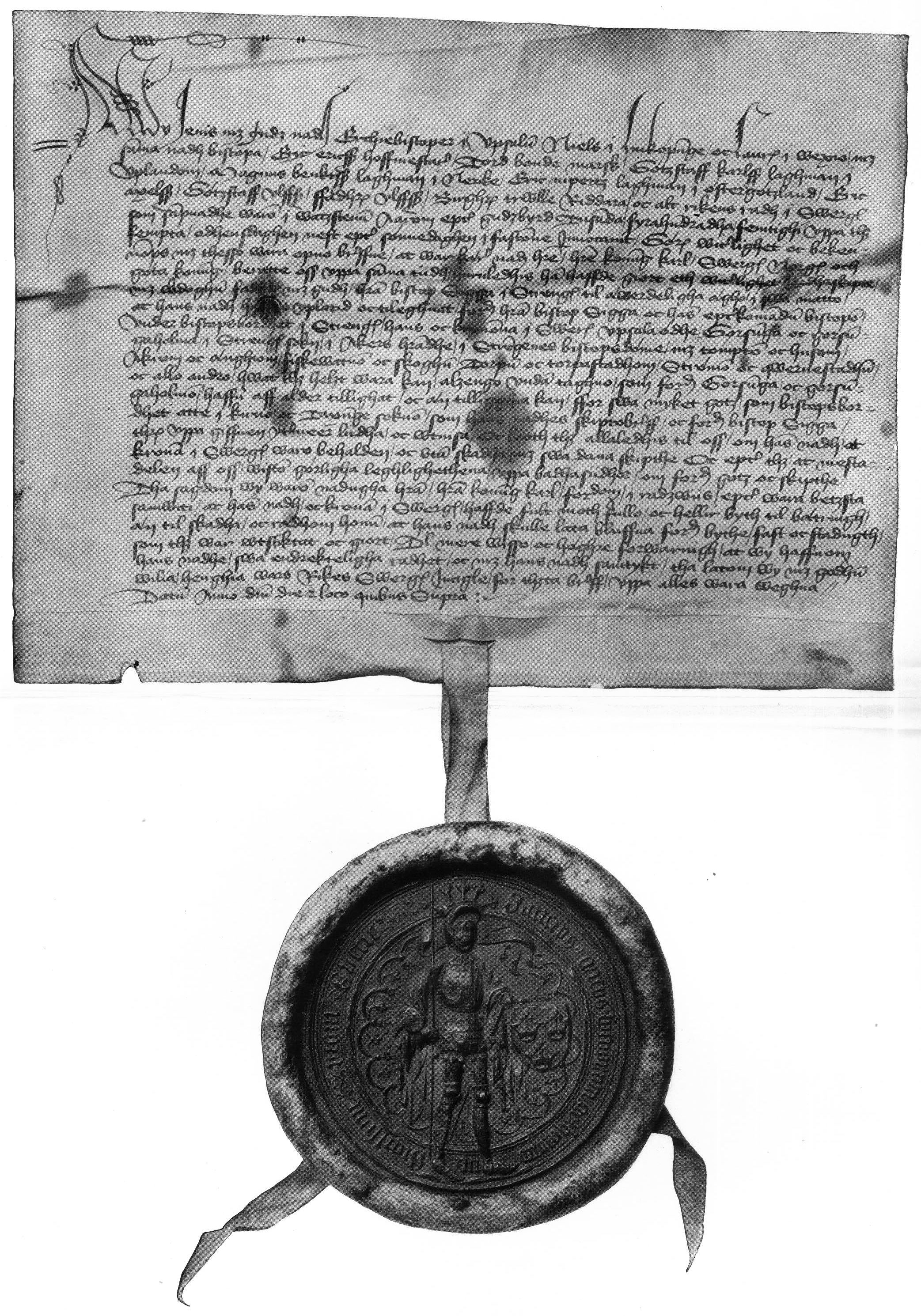
Jöns Bengsston levele egy birtokcseréről

Az ország ideiglenes kormányzói Jöns Bengtsson és Erik Axelsson Tott lettek, akik felajánlották a koronát a dán királynak, I. Keresztélynek. Azonban hamarosan Keresztélynek is pénzügyi gondjai támadtak és súlyos adókat vetett ki, nem kímélte az egyházi birtokokat és a törökök elleni keresztes hadjáratra összegyűjtött pénzt sem. Mikor az érsek felfüggesztette az adók beszedését, a király bebörtönöztette és Dániába hurcoltatta. A svédek fellázadtak, élükre Jöns Bengtsson rokona, Kettil Karlsson Vasa püspök állt. A felkelők a püspök és Sten Sture vezetésével a harakeri csatában legyőzték a dánokat és visszahívták a trónra VIII. Károlyt. Keresztély a fogva tartott Jöns érsekkel megállapodott és visszaküldte Svédországba, hogy visszasegítse őt a trónra.
Jöns Bengtsson sereget gyűjtött és kiátkozta VIII. Károlyt. Két véres csatát követően Károly menekülni kényszerült. Az országot Jöns Bengtsson és Kettil Karlsson közösen kormányozta, de az utóbbi hamarosan meghalt. Az érsek összekülönbözött az arisztokrácia egyes családjaival és Erik Axelsson Tott leváltatta őt kormányzói tisztségéből. Az Unió pártját háttérbe szorították és VIII. Károlyt 1467-ben ismét visszahívták. Jöns Bengtsson Öland szigetére menekült ahol hamarosan meghalt.

## Összefoglalás
Jöns Bengtsson tehetséges, ambiciózus ember volt, első kormányzósága idejétől felvette a Prima Sveciae címet. Nagy figyelmet fordított a családja érdekeire és emiatt ellentétbe került a rivális családba tartozó királlyal. Mivel a svéd nemesség kevéssé vette figyelembe az egyház érdekeit, Jöns Dániában próbált támogatást találni, így az unionista párt meghatározó személyiségévé vált.

## Fordítás
- Ez a szócikk részben vagy egészben  a   Jöns Bengtsson (Oxenstierna) című svéd Wikipédia-szócikk ezen változatának fordításán alapul.  Az eredeti cikk szerkesztőit annak laptörténete sorolja fel. Ez a jelzés csupán a megfogalmazás eredetét és a szerzői jogokat jelzi, nem szolgál a cikkben szereplő információk forrásmegjelöléseként.